# Whitton, Durham
Whitton är en by i civil parish Stillington and Whitton, i kommunen Borough of Stockton-on-Tees, i grevskapet Durham i England. Byn är belägen 7 km från Stockton-on-Tees. Civil parish hade 913 invånare år 1961.